# Francis Boggs
Francis Winter Boggs (marzo de 1870 - 27 de octubre de 1911) fue un actor de teatro estadounidense y director pionero del cine mudo. Fue uno de los primeros en dirigir una película en Hollywood.

## Biografía
Nació en Santa Rosa, California, hijo de George W. Boggs y Alabama McMeans. Cuando era adolescente, comenzó a actuar en la sociedad anónima Alcazar en San Francisco y realizó giras por el suroeste de Estados Unidos. En 1900 se trasladó a Los Ángeles, pero en 1902 se trasladó a Chicago, donde continuó trabajando en teatro. Allí conoció a William Selig y en 1907 se involucró en la realización de películas en los estudios Polyscope de Selig en Chicago. Con el camarógrafo y experto en todos los oficios Thomas Persons, Boggs hizo una de sus primeras películas, Monte Cristo. Completó los planos interiores en el estudio de Chicago, pero rodó las escenas de Edmond Dantès emergiendo del mar en la playa cerca de Los Ángeles.

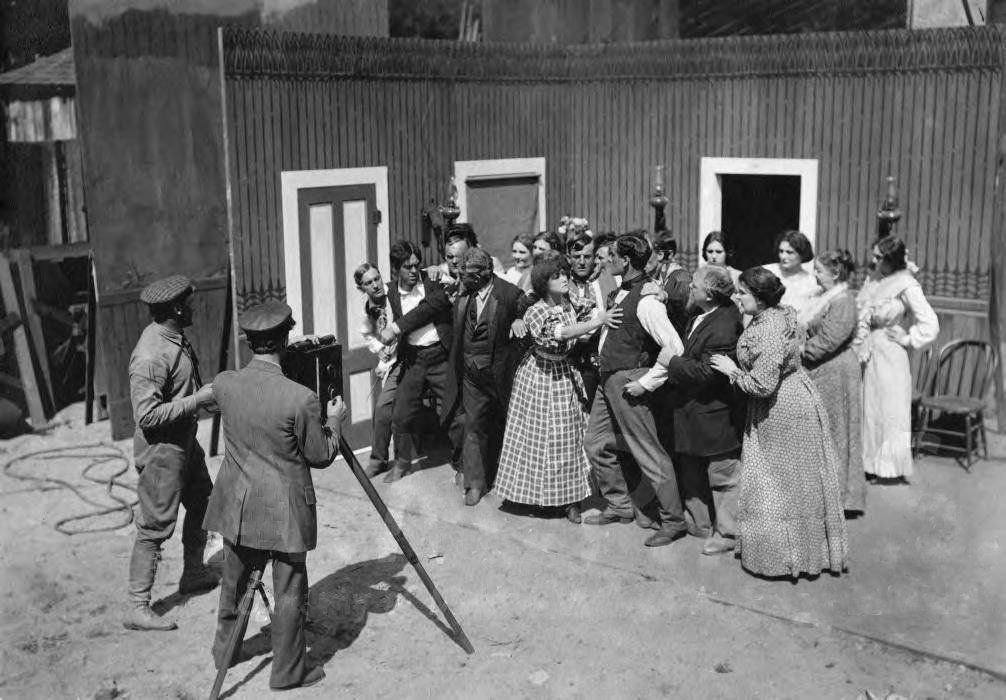
Francis Boggs, de espaldas a la cámara, dirige una escena de The Girls of the Range, 1910.

En Chicago, en 1908, realizó The Fairylogue and Radio-Plays, cuyo escritor, L. Frank Baum, presentó una presentación de diapositivas y películas como una presentación en vivo de su historia de Oz. En marzo de 1909 regresó a la costa oeste, donde filmó In the Sultan's Power, una de las primeras películas realizadas íntegramente en Los Ángeles. Dejó Los Ángeles en abril para ir a locaciones en Yosemite y Oakland en California y el valle del río Hood en Oregón. En octubre, Boggs regresó a Los Ángeles y alquiló un pequeño búngalo en el distrito de Edendale como base permanente desde donde operaba un estudio satélite de la costa oeste para Selig. Otros estudios de la costa este pronto comenzaron a filmar en la costa oeste para aprovechar su clima moderado. Entre las personas que Boggs inició en la industria cinematográfica se encontraban el actor y director Hobart Bosworth, el actor y director Robert Z. Leonard, la estrella de vaqueros Art Acord y las actrices Betty Harte, Bessie Eyton y Bebe Daniels. The Sergeant, un corto del oeste en Yosemite producido y dirigido por Boggs y escrito y protagonizado por Bosworth, se estrenó en septiembre de 1910. También le dio a Roscoe Fatty Arbuckle su primer trabajo cinematográfico, Ben's Kid de 1909, e hizo cuatro cortometrajes con a él.

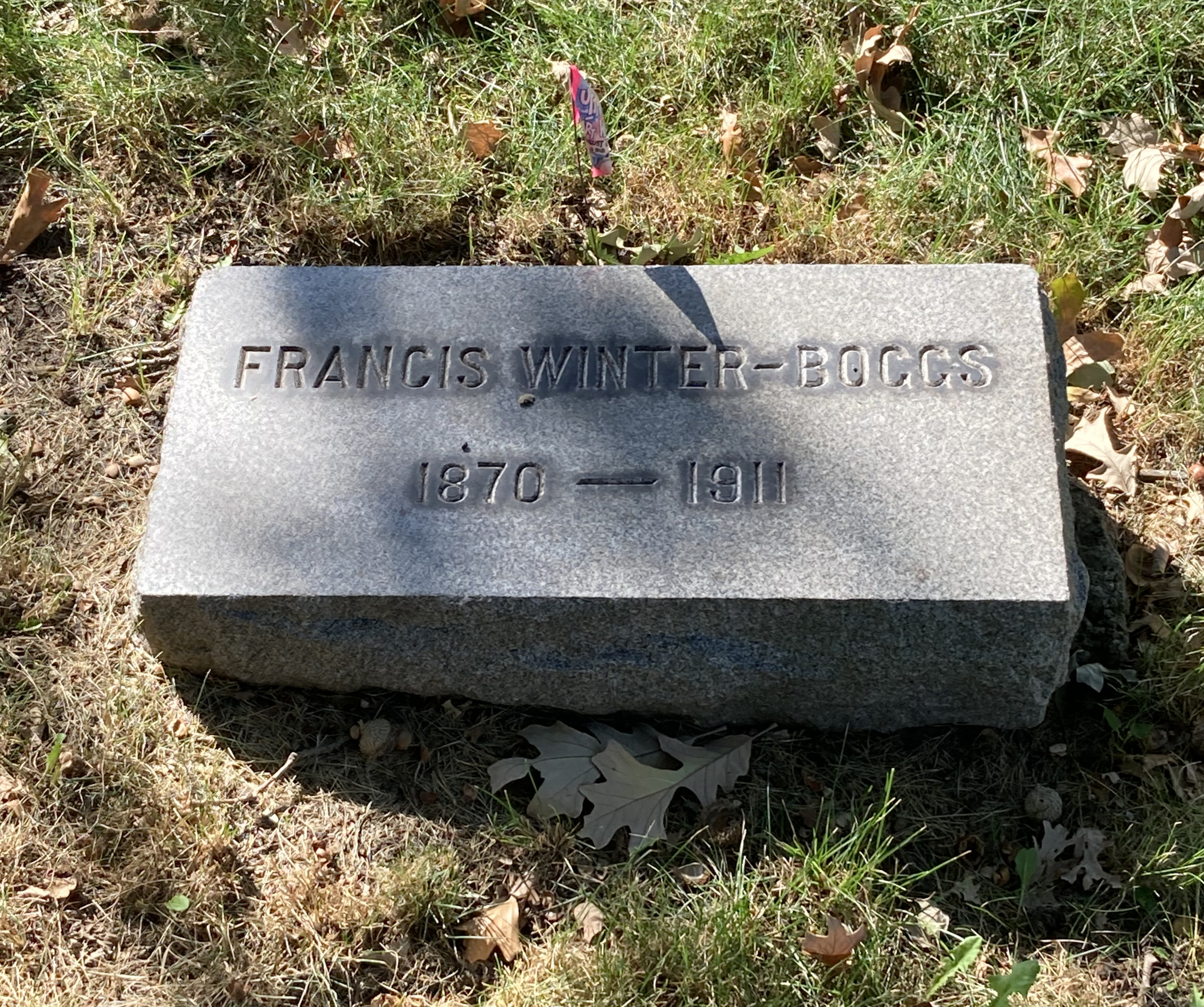
La tumba de Boggs en el cementerio de Graceland.

Boggs fue asesinado a tiros por Frank Minnimatsu el 27 de octubre de 1911, cuando Minnimatsu, un cuidador y conserje, que había sido despedido antes del tiroteo por fumar cigarrillos en el garaje y mientras estaba borracho disparando a un tanque de gasolina en el garaje, se volvió violentamente trastornado. El dueño del estudio, Selig, intentó arrebatarle el arma al hombre y él también recibió un disparo, herido en el brazo. Irónicamente, ese mismo día de 1911, David Horsley y Al Christie instalaron sus estudios Nestor en Hollywood, dando la muerte a Edendale como centro de producción cinematográfica de Los Ángeles. En dos años, más de una docena de compañías cinematográficas seguirían el ejemplo de Boggs y establecerían instalaciones en Los Ángeles y sus alrededores.
Boggs fue enterrado en el cementerio Graceland de Chicago.
Su película The Sergeant fue parte de un grupo de setenta y cinco películas estadounidenses primitivas encontradas en Nueva Zelanda en 2010. La película fue conservada por el Academy Film Archive en 2012.